# Zamarada mpassae
Zamarada mpassae is een vlinder uit de familie spanners (Geometridae). De wetenschappelijke naam van deze soort is voor het eerst geldig gepubliceerd in 1983 door Pierre-Baltus.
De soort komt voor in tropisch Afrika.